# Henniez
Henniez är en ort och kommun  i distriktet Broye-Vully i kantonen Vaud, Schweiz. Kommunen har 450 invånare (2023).
Orten är känd för mineralvattnet Henniez som är ett stort mineralvattenmärke i Schweiz.